# Osmîhovîci, Turiisk
Osmîhovîci (în ucraineană Осьмиговичі) este un sat în comuna Novîi Dvir din raionul Turiisk, regiunea Volînia, Ucraina.

## Demografie
Componența lingvistică a localității Osmîhovîci
     Ucraineană (99,22%)
     Alte limbi (0,77%)
Conform recensământului din 2001, majoritatea populației localității Osmîhovîci era vorbitoare de ucraineană (99,22%), existând în minoritate și vorbitori de alte limbi.